# جوب سرخ علیا
جوب سرخ علیا، روستایی از توابع بخش شباب شهرستان چرداول در استان ایلام ایران است.

## جمعیت
این روستا در دهستان شباب قرار دارد و براساس سرشماری مرکز آمار ایران در سال ۱۳۸۵، جمعیت آن ۳۳۸ نفر (۷۳خانوار) بوده‌است.